# Mackay Glacier Tongue
Mackay Glacier Tongue är en glaciär i Antarktis. Den ligger i Östantarktis. Nya Zeeland gör anspråk på området. Mackay Glacier Tongue ligger 10 meter över havet.
Terrängen runt Mackay Glacier Tongue är huvudsakligen kuperad, men söderut är den bergig. Havet är nära Mackay Glacier Tongue österut. Trakten är obefolkad. Det finns inga samhällen i närheten. 